# 東治男
東 治男（ひがし はるお、1945年7月5日 - ）は、元宮崎放送アナウンサー。宮崎県西諸県郡高原町出身。
宮崎県立小林高等学校、日本大学芸術学部卒、1968年4月宮崎放送に入社。中学・高校・大学とずっと放送部に所属していた。
2001年に報道部副部長を最後に宮崎放送を退社し、無所属、民主党・社会民主党推薦で参議院議員選挙に宮崎県選挙区から出馬するも次点で落選した。2007年の参院選に6年ぶりに立候補したが第3位で落選した。自身が障害者であることから、ボランティアグループ「宮崎わたぼうし会」の会長を務める（この時に読売新聞社福祉賞を受賞している）など、ボランティア活動にも昔から造詣が深い。この他、自然保護観察指導員も務めていたことがある。

## これまでの主な担当番組
- MRTニュースワイド
- 報道いま宮崎
- 夜のカラオケあんたが大賞
- ふるさとラジオでこんにちわ
- ふれあいラジオくらしのレーダー
- RADIOキューブ
- 東治男のハート&トーク（宮崎シティエフエム）